# Doazon
Doazon är en kommun i departementet Pyrénées-Atlantiques i regionen Nouvelle-Aquitaine i sydvästra Frankrike. Kommunen ligger i kantonen Arthez-de-Béarn som tillhör arrondissementet Pau. År 2022 hade Doazon 184 invånare.

## Befolkningsutveckling
Antalet invånare i kommunen Doazon
| Referens: INSEE |